# Пора умирать (2007)
«Пора умирать» (пол. Pora umierać) — польский чёрно-белый фильм-драма 2007 года, снятый и написанный Доро́той Кендзежа́вской. Героиня фильма — пожилая Ане́ля (пол. Aniela, в исполнении Дануты Шафлярской), которая живёт со своей собакой в заброшенной деревянной вилле в Варшаве. Фильм «Пора умирать» был снят при поддержке Польского института кинематографии с использованием цифровых фотографий Артура Рейнхарта. Фильм воспользовался успехом на фестивалях, получив награды за звук и роль Шафлярской на Польском фестивале художественных фильмов, «Орла» за лучшую женскую главную роль на Польской кинопремии, а также ряд наград на международных кинофестивалях. При анализе фильма обращалось внимание на тонко проработанные Кендзежавской мотивы умирания, отношения к смерти и сосуществования с нечеловеческими организмами.

## Сюжет
Героиня фильма, пожилая пани Ане́ля (пол. Aniela), живёт со своей сучкой Фи́лой (пол. Fila) в довоенной разваливающейся деревянной вилле в Варшаве. После долгих лет совместного проживания с многочисленными арендаторами она избавилась от последнего из них. Однако её сын Ви́тек (пол. Witek), который время от времени навещает её со своей женой Маже́нкой (пол. Marzenka) и страдающей ожирением дочкой, не намерен жить в семейном доме Анели. Кроме того, на старушку оказывают давление люди от соседа, который вынашивает план захватить её земельный участок и снести виллу.
Впрочем, Анеля не может представить себе продажу дома, в котором она провела свою молодость, сохранила большое количество памятных вещей и с которым у неё связано множество воспоминаний. Старушка надеется, что её сын не согласится с моральными нападениями соседа. Однако выясняется, что Витек тайно посетил виллу с женой соседа и ведёт переговоры о продаже участка. Возмущённая предательством сына, Анеля собирается умереть.
Пожилая дама отменяет дальнейшие встречи сына по телефону, завешивает зеркала чёрной вуалью, останавливает старые часы, надевает чёрное платье, зажигает свечу и с чётками в руках ложится на кровать, чтобы ждать смерти. Однако вскоре героиня приходит к выводу, что может изменить судьбу владения.
Анеля решает пожертвовать дом на общественные нужды, сохранив за собой право прожить последние дни своей жизни на вилле. Место быстро заполняется молодыми арендаторами. Однажды один из детей замечает, что Анеля исчезла из своего кресла. Камера «вылетает» через окно, показывая земельный участок с домом Анели издалека.

## Создание фильма

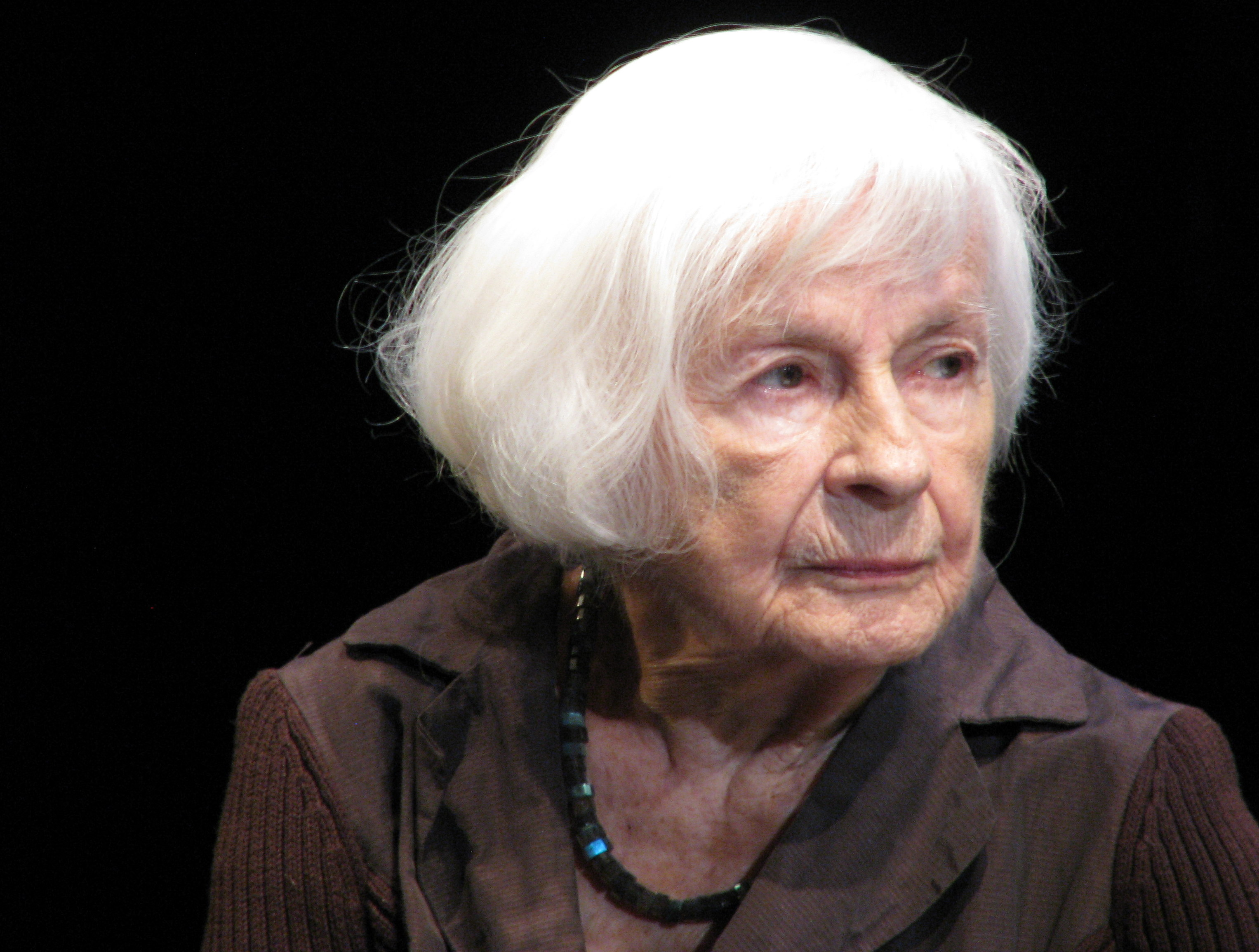
Данута Шафлярская, играющая Анелю (2013 год)
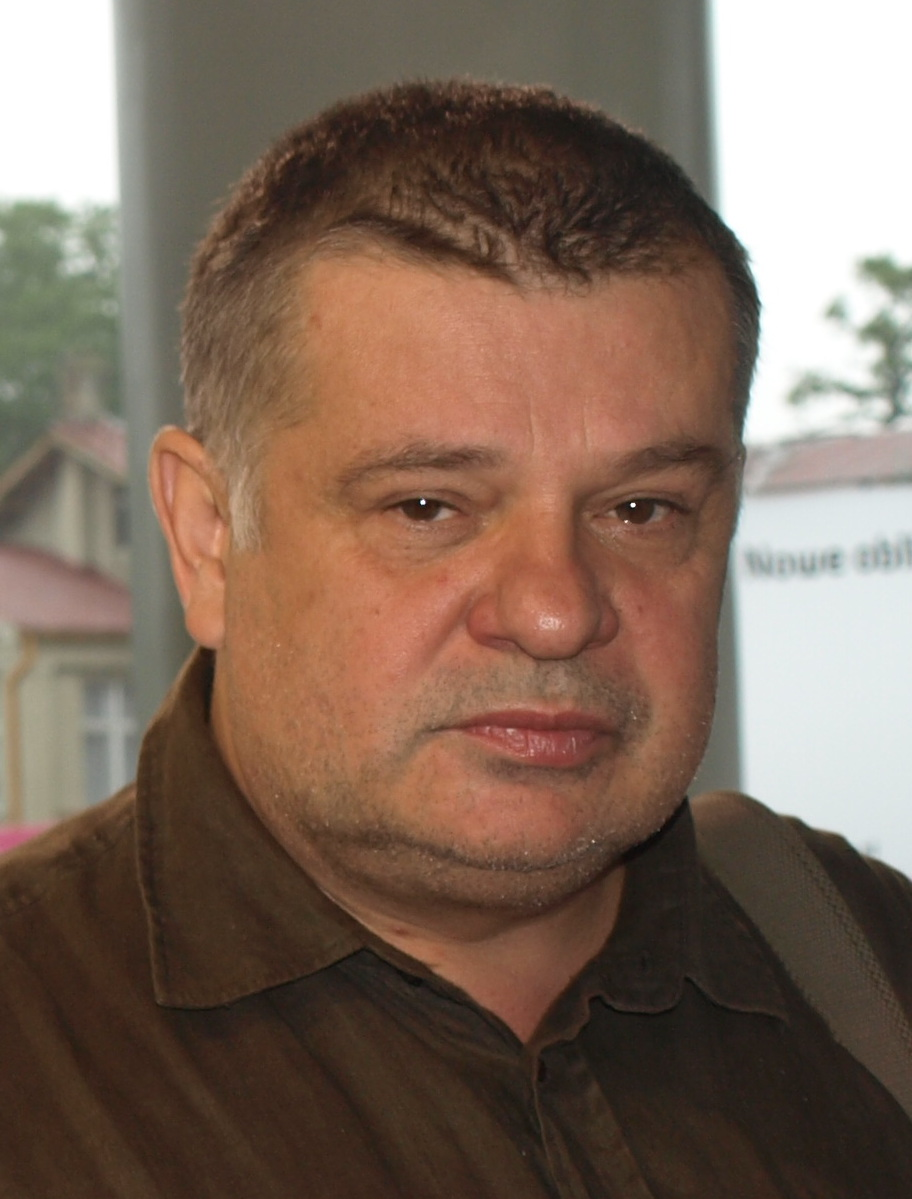
Кшиштоф Глобиш, играющий Ви́тека (2012 год)
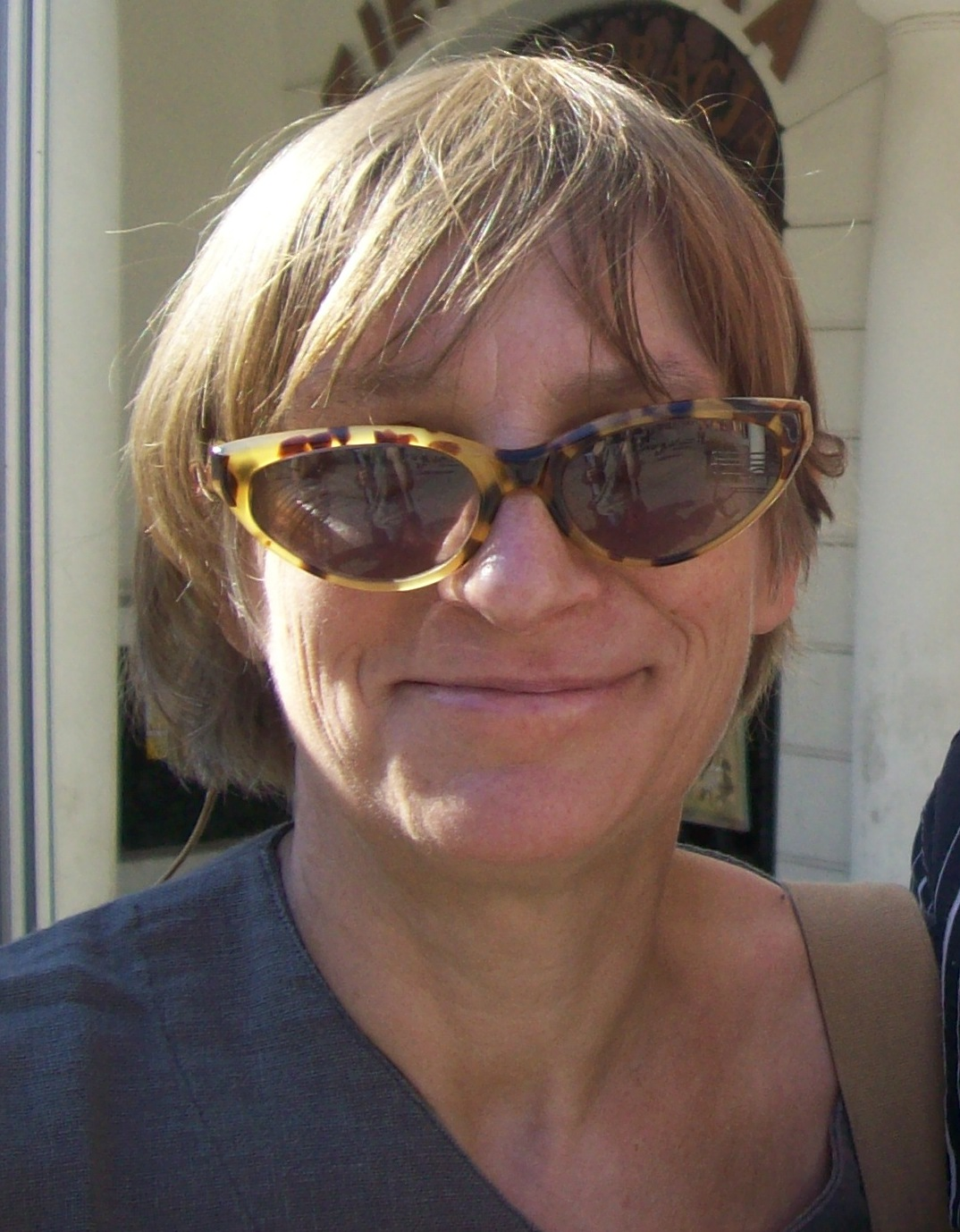
Дорота Кендзежавская, кинорежиссёр (2011 год)
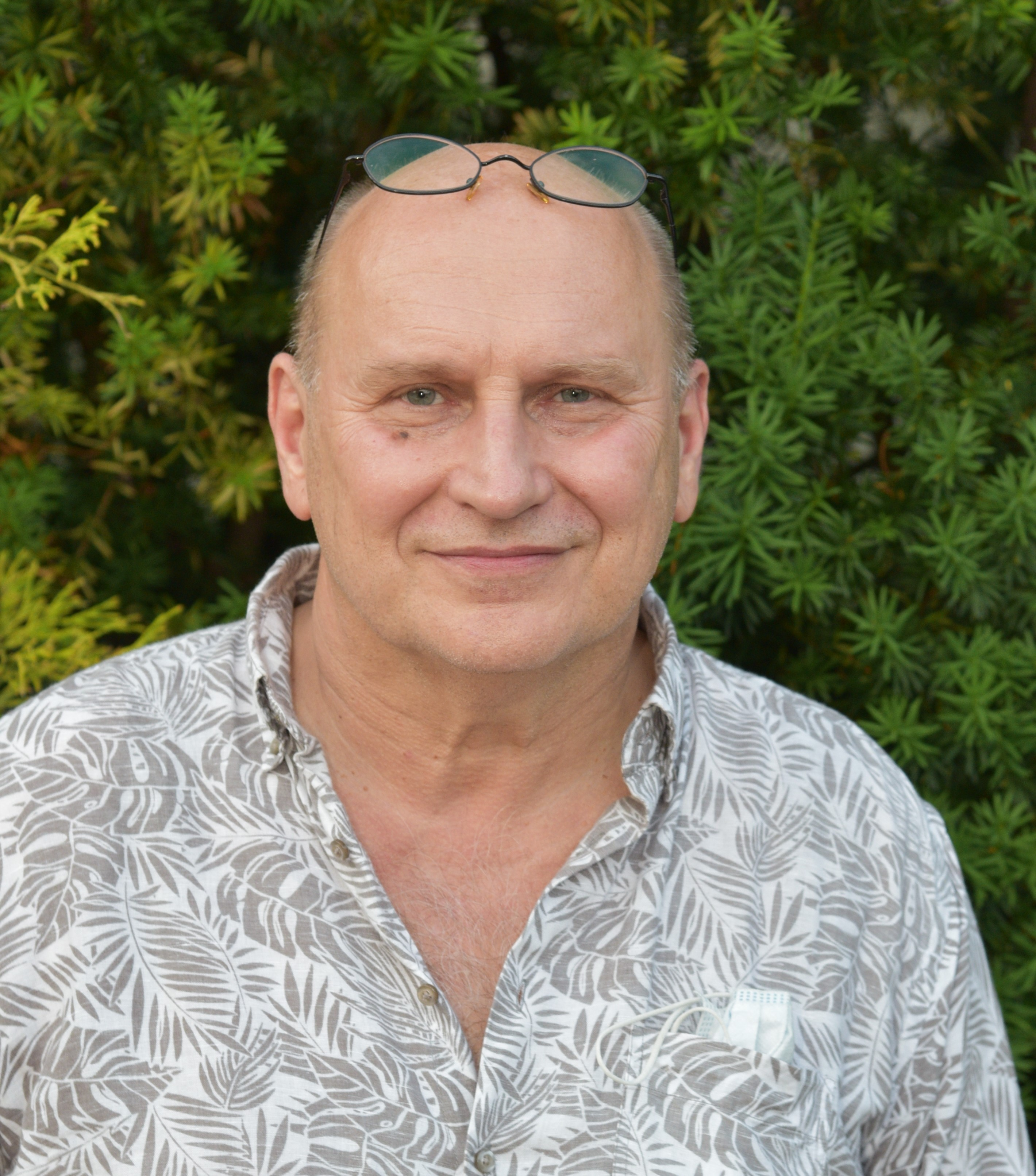
Влодек Павлик[пол.], композитор музыки для фильма (2021 год)

Фильм «Пора умирать» был снят киностудиями Kid Film и Tandem Taren-To при участии Польского института кинематографии. Общий бюджет фильма составил 1 690 980 злотых.

## Награды
За участие при создании фильма вручались следующие премии:
| Год  | Организация                                                                                             | Премия                                                                   | Получатель                                    |
| ---- | --- | ------------------------------------------------------------------------ | --------------------------------------------- |
| 2007 | 32-й Гдыньский кинофестиваль                                                                            | Премия за звук                                                           | Марцин Касиньский Кацпер Хабисяк Михал Пайдяк |
| 2007 | 32-й Гдыньский кинофестиваль                                                                            | Премия за лучшую женскую роль                                            | Данута Шафлярская                             |
| 2007 | 32-й Гдыньский кинофестиваль                                                                            | Премия журналистов                                                       | Доро́та Кендзежа́вская                          |
| 2007 | 32-й Гдыньский кинофестиваль                                                                            | «Золотой клакёр» за фильм, получивший самые продолжительные аплодисменты | Доро́та Кендзежа́вская                          |
| 2007 | 32-й Гдыньский кинофестиваль                                                                            | Награда Председателя правления Польского телевидения                     | Доро́та Кендзежа́вская                          |
| 2007 | Фестиваль оптимистичного кино «Мультимедийный хэппи-энд» (англ. Multimedia Happy End)                   | Гран-при «Золотая рыба»                                                  | Доро́та Кендзежа́вская                          |
| 2008 | Международный кинофестиваль в Триесте                                                                   | Особое упоминание                                                        | Доро́та Кендзежа́вская                          |
| 2008 | Международный кинофестиваль в Триесте                                                                   | Приз зрительских симпатий                                                | Доро́та Кендзежа́вская                          |
| 2008 | Польская киноакадемия                                                                                   | «Орёл» за наилучшую женскую главную роль                                 | Данута Шафлярская                             |
| 2008 | Общепольский кинофестиваль «Провинцьоналия»                                                             | «Яньчо Водник» за лучшую женскую роль                                    | Данута Шафлярская                             |
| 2008 | Международный кинофестиваль в Сан-Франциско                                                             | Премия Криса Холтера за «юмор в фильме»                                  | Дорота Кендзежавская                          |
| 2008 | Фестиваль польского кино в Нью-Йорке (англ. The New York Polish Film Festival)                          | Особое упоминание                                                        | Дорота Кендзежавская                          |
| 2008 | Фестиваль кинорежиссуры в Свиднице                                                                      | Премия имени Войцеха Ежи Хаса                                            | Дорота Кендзежавская                          |
| 2008 | Кинопремия Тарнува                                                                                      | Гран-при                                                                 | Дорота Кендзежавская                          |
| 2008 | Журнал Film                                                                                             | «Золотая утка» за лучшую женскую роль                                    | Данута Шафлярская                             |
| 2008 | Международный кинофестиваль в Лидсе                                                                     | Приз зрительских симпатий                                                | Данута Шафлярская                             |
| 2009 | Международный женский кинофестиваль (англ. International Female Film Festival)                          | Главный приз                                                             | Дорота Кендзежавская                          |
| 2009 | Международный женский кинофестиваль (англ. International Female Film Festival)                          | Приз зрительских симпатий                                                | Данута Шафлярская                             |
| 2009 | Международный кинофестиваль изображений для женщин (англ. International Images Film Festival for Women) | Награда за фотографии                                                    | Артур Рейнхарт                                |